# Yangju (métro de Séoul)
Pour l’article homonyme, voir Yangju.
Yangju (hangeul : 양주 ; hanja : 楊州, sous-titrée en anglais : Kyungdong University)  est une station de passage de la ligne 1 du métro de Séoul. Elle est située au 919 Pyeonghwa-ro, quartier Nambang-dong de la ville de Yangju, sur le territoire de la province Gyeonggi, au nord-est de Séoul en Corée du Sud. Elle dessert notamment l'Université Kyungdong (en).
C'est à l'origine une gare mise en service en 1948, elle devient une station de la ligne1 du métro de Séoul en 2006. Elle est desservie par les circulations d'omnibus et d'express de la ligne 1.

## Situation sur le réseau

Plan du réseau (2023)

La station en aérien Yangju de la ligne Gyeongwon est une station de passage de la ligne 1 du métro de Séoul, après la station Nogyang, en direction du terminus ouest Incheon ou du terminus sud Sinchang via la station de bifurcation Guro, et avant la station Deokgye en direction du terminus nord Yeoncheon,..

## Histoire

### Gare ligne Gyeongwon (1911-2006)
La gare, dénommée Junae, est mise en service le 25 décembre 1948 Le bâtiment mis en chantier le 2 mars 1949 est mis en service le 1er avril. Elle est déclassée en gare sans personnel le 20 juillet 1972. Son guichet est supprimé le 6 août 1990,,.

### Station L1 métro (depuis 2006)
La nouvelle station dénommée Junae est ouverte au service de la ligne 1 du métro de Séoul le 15 décembre 2006. Elle est renommée Yangju le 28 décembre 2007,,.

## Services aux voyageurs

### Accès et accueil
La station dispose de deux accès, de chaque côté, qui donnent sur les voies routières parallèles à la station. La billetterie et la distribution vers les quais est aménagée, sous les voies, au niveau 1.

### Desserte
Yangju dispose de deux quais numérotés 1 et 2. Ils sont équipés de portes palières et desservis par les rames omnibus et express de cette branche de la ligne 1.

Installations
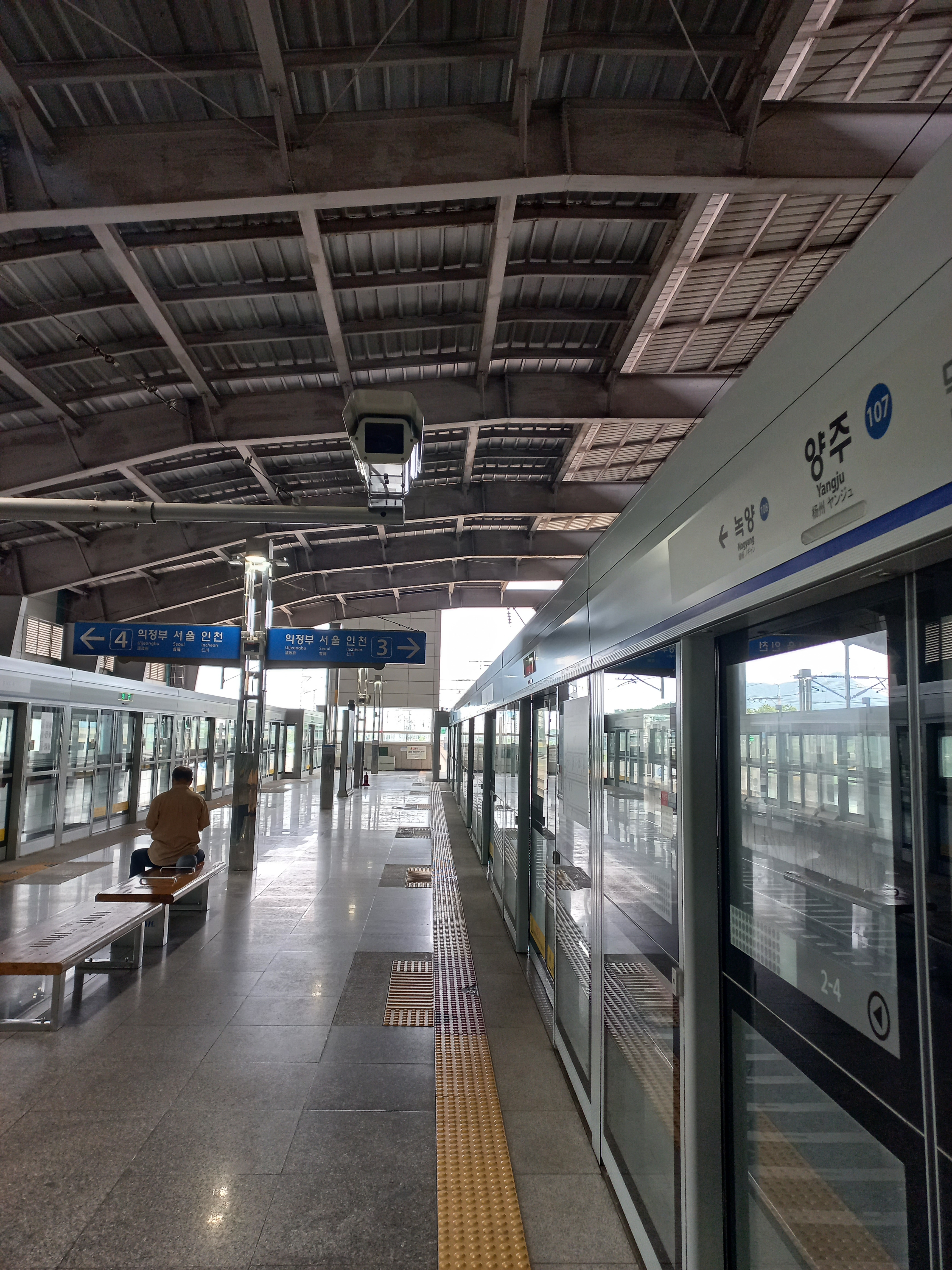
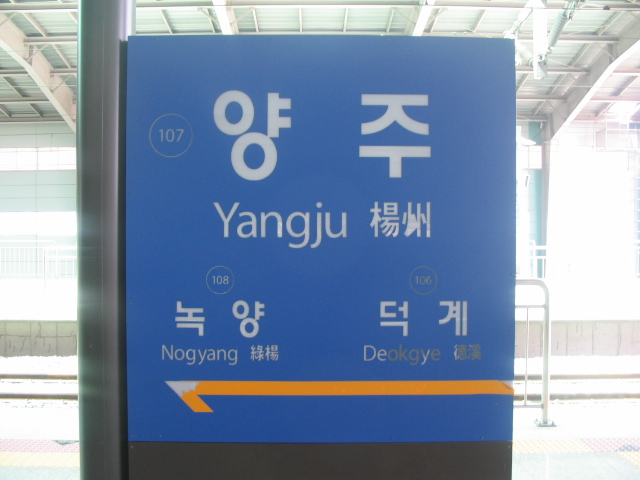
En 2023.

### Intermodalité
À proximité des accès à la station des arrêts de bus sont desservis par les lignes : 2-4, 2-4B, 3-3, 3-8, 7, 15-1, 25-1, 25-2, 31, 35, 36, 39, 50, 62, 77-1, 80, 81, 82, 83, 87, 99, 133, 365-1 et 701.

## À proximité
L'Université Kyungdong (en).